# Lycée Hoche
Il Lycée Hoche è un istituto pubblico francese di istruzione secondaria e superiore, situato in 73, avenue de Saint-Cloud nel distretto di Notre-Dame de Versailles, a Yvelines. Scuola secondaria napoleonica creata nel 1803, fu denominata Lycée Hoche nel 1888 in omaggio a Lazare Hoche, generale francese nato a Versailles. La cappella è classificata come monumento storico dal 1926, il resto degli edifici del convento è classificato come monumento storico dal 1969. L'attuale direttore è Guy Seguin.
È riconosciuto per i suoi ottimi risultati al diploma di maturità e agli esami di ammissione alle Grandes Ecoles, in particolare scientifiche (Ecole Normale Supérieure, Polytechnique, Mines de Paris, CentraleSupélec, École des Ponts) e commerciali (HEC Paris).

## Laureati famosi
- Claude Aveline, uno scrittore e poeta francese
- Henri Cartan, o un matematico francese, figlio di Élie Joseph Cartan e di Marie-Louise Bianconi
- Francisco Madero, un politico, imprenditore e generale messicano